# Mario Grčević
Mario Grčević (Varaždin, 14. veljače 1969.) hrvatski je jezikoslovac.

## Životopis
Mario Grčević rodio se u Varaždinu 1969. godine. Osnovnu školu pohađao u Mihovljanu i Mannheimu. Srednju školu završio je u Zagrebu 1987. godine. Godine 1988. otišao je u Njemačku, gdje je na Sveučilištu u Mannheimu studirao i 1995. godine magistrirao slavensku i njemačku filologiju i stekao naslov Magister Artium. Doktorirao je iz slavenske filologije 2005. godine. Od 2005. do 2011. godine, završno s 55. brojem časopisa, bio je tajnikom uredništva časopisa Filologija, a potom i članom uredništva časopisa. Bio je zaposlen u Zavodu za lingvistiku HAZU-a, a od 2006. godine predaje kroatističke predmete na Hrvatskim studijima Sveučilišta u Zagrebu gdje je od 2013. izvanredni profesor a od 2012. do 2015. godine pročelnik je Odjela za kroatologiju. Od 2016. godine pročelnik je Hrvatskih studija. Radio je i kao novinar za inozemno izdanje Večernjega lista.
Član suradnik – Razreda za filološke znanosti HAZU je od 20. svibnja 2010. godine.

## Znanstvena djelatnost
U svojim znanstvenim knjigama i člancima Mario Grčević istraživački obrađuje europsku, osobito njemačku, slovačku i češku, slavistiku 19. stoljeća i skuplja niz presudnih činjenica o pogledima na hrvatski jezik u njoj koji su u bitnoj mjeri utjecali na kasniji položaj hrvatskoga jezika u međunarodnoj te u jugoslavenskoj i hrvatskoj slavistici – sve do danas. U tim je radovima pokazao povijest nazora na hrvatski u Dobrovskoga, Kollara, Grimma i dr. vodećih slavista i jezikoslovaca 19. stoljeća s jedne strane, a s druge je istražio utjecaj što ga je Jernej Kopitar sa svojim štićenikom Vukom Karadžićem izvršio na predodžbe o hrvatskome, srpskome (i slovenskome) jeziku u slavistici 19. stoljeća. Također, predmet je Grčevićeva interesa i rad na proučavanju jezika hrvatskih latiničnih spomenika 16. i 17. stoljeća, napose jezika hrvatskih protestanata, jezika dubrovačke pismenosti i književnosti (Marin Držić, Bartol Kašić...), te bosanskih franjevaca poput Ivana Bandulavića i Ivana Ančića (koji pisaše hrvatskom ćirilicom ili bosančicom). Vrijednim istraživačkim radom na izvorima i oštroumnim povezivanjem činjenica Grčević je bitno pridonio razumijevanju povijesti hrvatskoga standardnoga jezika te razumijevanju geneze nesporazuma oko njega koji nas još i danas opterećuju. Bez takva razumijevanja razvoja u slavistici 19. stoljeća bili bismo osjetno manje sposobni razotkrivati i pobijati predrasude o hrvatskome u slavistici 20. i 21. stoljeća.
U tome je smislu Grčevićev rad bitan prinos proučavanju povijesti hrvatskoga književnoga ili standardnoga jezika koji se nadovezuje na radove niza naših vodećih kroatista, dodajući sadržajima tih radova još i presudan, dobro dokumentiran, međunarodni znanstvenopovijesni i politički kontekst.
Smatra se jednim od najboljih suvremenih hrvatskih jezikoslovaca mlađega naraštaja.

## Djela
- Die Entstehung der kroatischen Literatursprache (Nastanak hrvatskoga književnoga jezika), Böhlau, Köln – Weimar – Wien, 1997.
- Das kroatische volkssprachliche Missale Romanum des 16. Jahrhunderts: Philologisch-linguistische Untersuchung (Hrvatski narodnojezični rimski misal 16. stoljeća: filološko-jezikoslovna raščlamba), Madoc, Mannheim, 2005. (disertacija)
- Ime »Hrvat« u etnogenezi južnih Slavena, Biblioteka Croaticum, sv. 6, Hrvatski studiji Sveučilišta u Zagrebu – Ogranak Matice hrvatske u Dubrovniku, Zagreb – Dubrovnik, 2019.[7]
- Das kroatische volkssprachliche Missale Romanum des XVI. Jahrhunderts: philologisch-linguistische Untersuchung: mit photomechanischer Reproduktion der Handschrift »Neofiti 55«, 2 sv., Studia Croatica – Universitas studiorum Zagrabiensis, Zagreb, 2021.[8]

## Nagrade
- 1999.: Nagrada HAZU, za doprinos od osobitog i trajnog značenja za Republiku Hrvatsku u području filoloških znanosti.[2]

## Vanjske poveznice
- Grčević, Mario: Bibliografija
- Grčević, Mario., Jernej Kopitar kao strateg Karadžićeve književnojezične reforme // Filologija, br. 53. (2009.), str. 1. – 53. (Hrčak)
- Dr. Mario Grčević: Hrvatski jezik nije zakonski zaštićen (predavanje dr. Maria Grčevića održano 8. veljače 2012. u prostorijama Tribine Grada Zagreba na tribini "Hrvatski jezik (opet) u političkom vrtlogu" u organizaciji Hrvatskoga kulturnoga vijeća).
- Mario Grčević, Hrvatski udjel u Karadžićevu prijevodu Novoga zavjeta. Jezik, god. 44., br. 2., 41. – 80., Zagreb, prosinac, 1996. (Hrčak)
- (engl.) Some remarks on recent lexical changes in the Croatian language. Mario Grčević, Mannheim.
- Mario Grčević, Kršćanstvo i razvoj hrvatske pismenosti // Kroatologija: časopis za hrvatsku kulturu, sv. 6, br. 1–2, 2015. (Hrčak)
- Mario Grčević, Ime »Hrvat« u etnogenezi južnih Slavena